# 尋找MOMOLAND
《尋找MOMOLAND》（韓語：모모랜드를 찾아서）是韓國Mnet於2016年製作的選秀節目，由二段橫踢、新沙洞老虎、Rhymer、裴允靜
、鄭鎮石擔任固定評審，節目亦邀請嘉賓擔任特別評審。節目參加者主要為Dublekick Company旗下練習生，透過節目進行選秀組成女團MOMOLAND出道。

## 練習生
- Nancy
- 妍雨
- 慧彬
- JooE
- Jane
- 妸仁
- 娜允
- 柳貞安(Daisy)（曾是JYP娛樂練習生；落選，但在2017年中途加入MOMOLAND）
- 申時雅（落選）
- 熙在（落選）

## 特別評審資訊
| 集數 | 播出日期      | 特別評審 |
| ---- | ------------- | -------- |
| 1    | 2016年7月22日 | 不適用   |
| 2    | 2016年7月29日 | Homme    |
| 3    | 2016年8月5日  | 李尚敏   |
| 4    | 2016年8月12日 | Homme    |
| 5    | 2016年8月19日 | Jessi    |
| 6    | 2016年8月26日 | Homme    |